# آدمکش‌های جایگزین
آدمکش‌های جایگزین (انگلیسی: The Replacement Killers) فیلمی در ژانر اکشن و مهیج به کارگردانی آنتوان فوکوآ است که در سال ۱۹۹۸ منتشر شد.

## بازیگران
- چو یون فات
- میرا سوروینو
- مایکل روکر
- کنث تسانگ
- یورگن پروشنو
- تیل شوایگر
- دنی ترخو
- رندل دوک کیم